# Javier Zapata
Javier de Jesús Zapata Villada (Itagüí, 16 oktober 1969) is een Colombiaans voormalig wielrenner.
Hij nam in 1996 namens Colombia deel aan de Olympische Spelen (Atlanta) aan zowel de weg- als de tijdrit. Op de wegrit eindigde hij als 84e en de op de tijdrit als 37e.

## Belangrijkste overwinningen
1995
Eindklassement Ronde van Valle del Cauca
1997
Proloog en 1e etappe Clásico RCN
Eindklassement Ronde van Venezuela
1999
1e etappe Clásico RCN
2000
4e etappe Ronde van Argentinië
2001
 Pan-Amerikaans kampioenschap tijdrijden, Elite
 Pan-Amerikaans kampioenschap op de weg , Elite
Eindklassement Ronde van Valle del Cauca
5e etappe Ronde van Colombia
2003
6e etappe Clásico RCN
2004
1e en 4e etappe Doble Sucre Potosí GP Cemento Fancesa
Eindklassement Doble Sucre Potosí GP Cemento Fancesa
5e etappe Clásico RCN
1e en 6e etappe deel B etappe Doble Copacabana GP Fides
Eindklassement Doble Copacabana GP Fides
2005
4e etappe Ronde van Colombia
2e en 4e etappe Clásico RCN
2e etappe Doble Copacabana GP Fides
2006
2e etappe Doble Copacabana GP Fides
5e etappe deel B Doble Copacabana GP Fides
2007
Proloog Clásico RCN
2008
7e etappe deel A Ronde van Bolivia
Cortés · Cruz · Duprey · Font · González · Jaime · Martínez · Matei · Navarro · Pulgarin · Sánchez · Vidal · Zapata